# Kirat Chuli
El Kirat Chuli, també anomenat Tent Peak és una muntanya de l'Himàlaia, a la frontera entre el Nepal i Sikkim, Índia. Amb de 7.362 msnm i 1.168 metres de prominència és la 76a muntanya més alta de la Terra. Està situat a poc més de 10 km, al nord, del Kangchenjunga.
El Kirat Chuli va ser escalat per primera vegada el 29 de maig de 1939 per una expedició suïsso-alemanya formada per Ernst Grob, Herbert Paidar i Ludwig Schmaderer.